# Balde striaticum
Balde striaticum là một loài ruồi trong họ Tachinidae.